# Alexander Edler
Alexander „Alex“ Edler (* 21. April 1986 in Östersund) ist ein ehemaliger schwedischer Eishockeyspieler. Während aktiven Karriere zwischen 2005 und 2023 verbrachte der Verteidiger insgesamt 15 Jahre bei den Vancouver Canucks in der National Hockey League (NHL), bei denen er diverse Franchise-Rekorde auf seiner Position hält, unter anderem für die meisten Spiele und Scorerpunkte. Mit der schwedischen Nationalmannschaft gewann Edler jeweils die Goldmedaille bei den Weltmeisterschaften 2013 und 2017 sowie die Silbermedaille bei den Olympischen Winterspielen 2014.

## Karriere
Alexander Edler wurde bereits als Jugendspieler im NHL Entry Draft 2004 in der dritten Runde als insgesamt 91. Spieler von den Vancouver Canucks ausgewählt. Zunächst spielte der Verteidiger in der Saison 2005/06 für die Kelowna Rockets aus der Western Hockey League, die ihn beim CHL Import Draft 2005 in der ersten Runde an Gesamtposition 58 gezogen hatten, ehe er in der folgenden Spielzeit sein Debüt in der National Hockey League für Vancouver gab. In seinem zweiten NHL-Jahr etablierte sich der Schwede unter den Stammkräften der Canucks, für die er in 75 Partien der Saison 2007/08 20 Scorerpunkte, darunter acht Tore, erzielte. Mit dem Team erreichte er in den Playoffs 2011 das Finale um den Stanley Cup, unterlag dort allerdings den Boston Bruins.
Im Jahr 2018 überholte er Harold Snepsts (781 Spiele) und Mattias Öhlund (325 Punkte), sodass er seither die Franchise-Rekorde der Canucks für die meisten Spiele und Scorerpunkte eines Verteidigers hält. Nach 15 Jahren und über 925 Partien in Vancouver wurde sein auslaufender Vertrag im Sommer 2021 nicht verlängert, sodass er die Canucks verließ und sich im Juli 2021 als Free Agent den Los Angeles Kings anschloss.
Im Januar 2023 bestritt Edler seine insgesamt 1000. Partie der regulären Saison in der NHL. Am Ende der Saison 2022/23 wurde sein auslaufender Vertrag bei den Kings nicht verlängert, woraufhin er ohne Arbeitgeber blieb. Im September 2024 gab der 38-Jährige das Ende seiner aktiven Karriere bekannt.

### International
Für Schweden nahm Edler im Juniorenbereich an der U20-Junioren-Weltmeisterschaft 2006 teil. Bei der Weltmeisterschaft 2013 in Stockholm und Helsinki war er Teil der A-Nationalmannschaft und gewann mit dieser die Goldmedaille. Bei den Olympischen Spielen 2014 errang er mit der schwedischen Auswahl die Silbermedaille, bevor bei der Weltmeisterschaft 2017 eine weitere Goldmedaille folgte.

## Erfolge und Auszeichnungen
- 2008 Teilnahme am NHL YoungStars Game
- 2012 Teilnahme am NHL All-Star Game

### International
- 2013 Goldmedaille bei der Weltmeisterschaft
- 2014 Silbermedaille bei den Olympischen Winterspielen
- 2017 Goldmedaille bei der Weltmeisterschaft

## Karrierestatistik

### International
Vertrat Schweden bei:
| - U20-Junioren-Weltmeisterschaft 2006 - Weltmeisterschaft 2008 - Weltmeisterschaft 2013 | - Olympischen Winterspielen 2014 - Weltmeisterschaft 2017 |

(Legende zur Spielerstatistik: Sp oder GP = absolvierte Spiele; T oder G = erzielte Tore; V oder A = erzielte Assists; Pkt oder Pts = erzielte Scorerpunkte; SM oder PIM = erhaltene Strafminuten; +/− = Plus/Minus-Bilanz; PP = erzielte Überzahltore; SH = erzielte Unterzahltore; GW = erzielte Siegtore; 1 Play-downs/Relegation; Kursiv: Statistik nicht vollständig)